# 石田ゆり子
石田 ゆり子（いしだ ゆりこ、1969年〈昭和44年〉10月3日 - ）は、日本の女優、声優、ナレーター、歌手、エッセイスト。本名、石田 百合子（いしだ ゆりこ）。
東京都出身。風鈴舎所属。女優の石田ひかりは実妹。NHKのプロデューサーである訓覇圭は義弟。

## 来歴
東京都出身。台北日本人学校、東京都立桜町高等学校、東京都立青山高等学校(定時制)、女子栄養大学短期大学部卒業。
小学生の時に水泳（平泳ぎ）でジュニアオリンピックに出場し第8位をとった記録を持つ。中学時代の3年間は父の仕事の都合で台湾の台北市に住んでいた。芸能界入りするまで水泳を続け、台湾では妹のひかりと共に台湾のナショナルチームに所属していた。本人は「（1984年の）ロサンゼルスオリンピックの強化選手になれるか、というぐらい」だったと話していたことがある。
高校1年生の時に自由が丘・亀屋万年堂の前でスカウトされてモデルになった。1987年に全日空の沖縄キャンペーンガールに選ばれてテレビCMやポスターなどに登場。1988年11月にドラマ『海の群星』に出演し女優としてデビューした。映画『悲しい色やねん』（1988年12月公開 東映）に出演。1993年4月の連続ドラマ『彼女の嫌いな彼女』（制作局：よみうりテレビ、日本テレビ系放送）がドラマ初主演である。『北の零年』（2005年1月15日公開 東映）にて第29回日本アカデミー賞優秀助演女優賞を受賞。
当初はボックスコーポレーションに所属していたが、ひかりとともに個人事務所「風鈴舎」を1999年に設立、以降は社長兼女優として活動している。
最もジュエリーが似合う人に贈られる日本ジュエリーベストドレッサー賞を二度にわたり受賞している。
1匹の犬「雪」（ゆきちゃん、ゴールデンレトリバー）と6匹の猫、ハニたび（「ハニオ」（ハニ坊）と「たび」（たびにーちゃん））、はちみつ兄弟（「はっち」と「みっつ」）、「バンビ」（ばびぶー、ぽぬ）、「東風」（こっちっち）と暮らしている。「ハニオ」と「たび」は、女優・板谷由夏の飼っている「メイ」と兄弟猫である。2018年7月に新たに「はっち」と「みっつ」（2018年5月5日生まれの立ち耳のスコティッシュフォールド）、2020年7月1日に新たに「バンビ」を自宅に迎え入れた。また、譲渡するつもりで世話をしていた「東風」が里親先に馴染めなかったことから、2023年に自宅へ迎え入れた。総称して、「ムツゴロウ王国」になぞらえて「ゆりごろう王国」といわれている。
なお、板谷とは2015年放送の『医師たちの恋愛事情』（フジテレビ）で共演以降親しい間柄であり、互いのInstagramで交流の様子が度々掲載される。
2018年1月に発表したフォト&エッセイ集『Lily ―日々のカケラ―』は40代女性を中心に幅広い層に支持されて版を重ね、「オリコン年間本ランキング2018」の「写真集」部門で売上3位（168,979部）にランクインした。
2021年5月31日、『ハニオ日記I、II、III』が3冊同時に発売された。
2021年12月3日、大橋トリオの楽曲『MAGIC』のカバーをlilyの名義でJ-WAVEのHILLS RECORDSレーベルより配信して歌手活動を始めた。2022年2月25日には2ndシングル『うたかた』、4月1日からは3rdシングル『東京の空』を配信している。また2022年2月からはYouTubeに「りりィ - トピックチャンネル」も開設して楽曲を公開している。10月26日発売のミニアルバム『リトルソング』でCDデビュー。
2024年6月13日、10月から国立西洋美術館で開催される展覧会『モネ 睡蓮のとき』の記者発表に登壇し、同展覧会のアンバサダー就任（石田ゆり子名義）とテーマソング（lily名義）を担当することを発表した。

## 人物
- 東京出身としているが、生まれは愛知県名古屋市である。3歳頃まで居た[1]。

- 名前の百合子は母親が聖書からつけたもの。「たとえどんなに着飾っていようとも、野に咲く一本の百合の花にはかなわない」という意味[25]。
- スカウトされた高校1年生当時は真田広之の大ファンだった。元々芸能界入りの願望があったわけではなかったが、そのスカウトマンから、真田に会わせてくれると言われたことで、すごく芸能界でやる気になったという。その真田とは、事務所に入ってから程なくして会うことが出来たと話している[26]。
- 座右の銘は「志を高く」[27]、「淀まず止まらず」[28]。

### 親族
- 三人兄妹の真ん中で、妹のひかりの他に年子の兄がいる[29][30][31]。母親は沖縄県石垣島出身で、実家は石垣島でスーパーマーケットをやっていた[32]。

## 出演

### テレビドラマ
- 海の群星（1988年11月12日、NHK総合） - カマ 役
- 翔んでる!平賀源内（1989年5月8日 - 9月18日、TBS、ナショナル劇場） - 沙織 / 詩織 役（二役）
- マザコン刑事の事件簿（1990年2月25日 - 4月1日、テレビ東京系列） - 香月弓江 役
- JOCX-TV PLUS「新入社員物語 オフィスティケイテッドレイディース」（1990年4月1日、フジテレビ系列）
- 西村京太郎トラベルミステリー 十津川警部シリーズ18・オホーツク殺人ルート（1990年10月6日、テレビ朝日系列） - 牧野由美 役
- さすらい刑事旅情編III「信州安雲野・結婚サギにあった女」（1990年11月14日、テレビ朝日）
- 武田信玄（1991年、TBS系列、TBS新春大型時代劇スペシャル） - 貞春尼 役
- 映画みたいな恋したい「麗しのサブリナ」（1991年4月6日、テレビ東京）
- 101回目のプロポーズ（1991年7月1日 - 9月16日、フジテレビ系列） - 岡村涼子 役
- 世にも奇妙な物語 第2シリーズ（フジテレビ）
  - 「こけし谷」（1991年2月7日） - 井上洋子 役
  - 「タイム・スクーター」（1991年7月4日） - 佐々木亜紀子 役
  - 「未来の思い出」（1991年11月7日） - 久美子 役
- 季節はずれの海岸物語 '92冬 恋は夢の彼方に（1992年1月2日、フジテレビ） - 友美 役
- …ひとりでいいの（1992年1月11日 - 3月21日、日本テレビ系列、土曜グランド劇場） - 山下ルミ子 役
- さよならをもう一度（1992年4月15日 - 6月24日、フジテレビ） - 岡崎沙織 役
- 君のためにできること（1992年7月6日 - 9月28日、フジテレビ） - 本間萌子 役
- 屋根の上の花火（1993年3月6日、フジテレビ、フジテレビヤングシナリオ大賞受賞作）
- 彼女の嫌いな彼女（1993年4月17日 - 6月26日、読売テレビ） - 連続ドラマ初主演・吉沢さつき 役
- 六月の花嫁4 青い薔薇殺人事件（1993年6月29日、火曜サスペンス劇場） - 主演・大原由佳 役
- 美味しんぼシリーズ（1994年 - 1996年、フジテレビ） - 栗田ゆう子 役（ヒロイン）
  - 美味しんぼ 超豪華珍品グルメ フグ＆タイ究極の味くらべ!!これがホンモノの料理だ!!（1994年1月7日）
  - 美味しんぼ2 超豪華珍品料理（1995年1月20日）
  - 美味しんぼ3（1996年11月1日）
- 上を向いて歩こう!（1994年4月11日 - 6月27日、フジテレビ） - 木下涼 役
- 静かなるドン（1994年10月21日 - 1995年3月17日、日本テレビ） - 秋野明美 / 坂本龍子 役
  - 静かなるドンRETURNS（1995年9月23日）
  - 静かなるドンFOREVER（1996年4月12日）
- 人生は上々だ（1995年10月13日 - 12月22日、TBS） - 下村七重 役
- リスキー・ゲーム（1996年1月11日 - 3月14日、TBS） - 深沢祥子 役
- 最後の家族旅行（1996年10月4日、TBS、ドラマ・スペシャル）
- 理想の上司（1997年4月13日 - 6月29日、TBS、東芝日曜劇場） - 鶴田笑美子 役
- 不機嫌な果実（1997年10月9日 - 12月18日、TBS） - 主演・水越麻也子 役
- カミさんなんかこわくない（1998年6月7日、TBS、東芝日曜劇場）
- 先生知らないの?（1998年4月10日 - 6月26日、TBS） - 中村春奈 役
- ここではない何処か（1998年9月5日、北海道テレビ系列、HTBスペシャルドラマ） - 主演・遙 役
- Over Time-オーバー・タイム（1999年1月4日 - 3月22日、フジテレビ） - 鶴町冬美 役
- 京都・在原業平殺人事件（1999年2月27日、テレビ朝日、土曜ワイド劇場） - 主演・早川明子 役
- 恋愛詐欺師（1999年10月21日 - 12月23日、テレビ朝日） - 阿川貴理子 役
- 永遠の仔（2000年4月10日 - 6月26日、読売テレビ） - 早川奈緒子 役
- 禁じられた二人（2000年8月22日、火曜サスペンス劇場） - 主演・木内瑞枝 役
- ほんとにあった怖い話 「もうひとりの私」（2000年） - 間宮倫子 役
- オヤジぃ。（2000年10月8日 - 12月17日、TBS、東芝日曜劇場） - 君塚真知子 役
- ストロベリー・オン・ザ・ショートケーキ（2001年1月12日 - 3月16日、TBS、金曜ドラマ） - 浅見真理子 役
- できちゃった結婚（2001年7月2日 - 9月10日、フジテレビ） - 小谷亜紀 役
- 再会（2001年9月8日、TBS、山田太一スペシャル） - 葛西洋美 役
- NHK正月時代劇・おらが春〜小林一茶（2002年1月1日、NHK総合）
- ぼくが地球を救う「第7話」（2002年、TBS） - 蒲田涼子 / 大門みゆき 役
- 九龍で会いましょう（2002年4月12日 - 2002年6月28日、テレビ朝日、金曜ナイトドラマ） - 主演・冴草薫 役
- マイリトルシェフ「第3話」（2002年7月10日、TBS） - 安倍真理子 役
- 薔薇の十字架（2002年10月10日 - 12月12日、フジテレビ） - 工藤澄子 役
- スチュワーデス刑事7（2003年、フジテレビ、金曜エンタテイメント） - 黒沢杏子 役
- Dr.コトー診療所（2003年7月3日 - 9月11日、フジテレビ、木曜劇場） - 原沢咲 役
- 向田邦子の恋文[33]（2004年1月2日、TBS） - 向田迪子 役
- プライド（2004年1月12日 - 3月22日、フジテレビ） - 安西容子 役
- シェエラザード〜海底に眠る永遠の愛〜（2004年7月31日、NHK総合） - 久光律子 役
- がんばっていきまっしょい（2005年7月5日 - 9月13日、関西テレビ系列） - 大野仁美 役
- イッセー尾形の「たった二人の人生ドラマ」 Episode3「再会」（2006年8月13日、NHK総合）
- Ns'あおいスペシャル 桜川病院最悪の日（2006年9月26日、フジテレビ） - 夏目彬 役
- 家族〜妻の不在・夫の存在〜（2006年10月20日 - 12月8日、テレビ朝日共同制作朝日放送） - 上川理美 役
- 弁護士 灰島秀樹（2006年10月28日、フジテレビ、土曜プレミアム、【踊る大捜査線のスピンオフ作品】） - 芦川淑子 役
- 佐賀のがばいばあちゃんシリーズ（2007年 - 2010年、フジテレビ） - 徳永秀子 役
  - 佐賀のがばいばあちゃん（2007年1月4日、フジテレビ）
  - 佐賀のがばいばあちゃん2（2010年2月20日、フジテレビ、土曜プレミアム）
- 今週、妻が浮気します（2007年1月16日 - 3月27日、フジテレビ） - 三枝陶子 役
- はだしのゲン（2007年8月10・11日、フジテレビ） - 中岡君江 役
- 古畑中学生（2008年6月14日、フジテレビ） - 古畑任三郎の母 役
- ありがとう、オカン（2008年10月7日、関西テレビ） - 永坂万梨子 役
- 魔女裁判（2009年4月25日 - 7月11日、フジテレビ） - 柏木鏡子 役
- 外事警察（2009年11月14日 - 12月19日、NHK総合、土曜ドラマ） - 下村愛子 役
- うぬぼれ刑事 第10話（2010年9月10日、TBS） - 結城明日香 役
- 忠臣蔵〜その男、大石内蔵助（2010年12月25日、テレビ朝日） - 浮橋太夫 役
- 警視庁再犯防止課 真崎英嗣（2011年8月1日、TBS、月曜ゴールデン） - 水本麻里 役
- 専業主婦探偵〜私はシャドウ（2011年10月21日 - 12月16日、TBS） - 新山千早 役
- カエルの王女さま（2012年4月12日 - 6月21日、フジテレビ） - 井坂忠子 役
- 尾根のかなたに〜父と息子の日航機墜落事故〜（2012年10月7日・14日、WOWOW） - 上杉加奈子 役
- 夜行観覧車（2013年1月18日 - 3月22日、TBS） - 高橋淳子 役
- 黒い十人の黒木瞳III「黒い清掃員」（2013年6月30日、NHK BSプレミアム）
- MOZU（TBS） - 倉木千尋 役
  - Season1〜百舌の叫ぶ夜〜（2014年4月 - 6月） - 倉木千尋 役
  - Season2〜幻の翼〜（2014年6月 - 7月、WOWOW / 10月 - 11月、TBS）[34]
- さよなら私（2014年10月14日 - 12月9日、NHK総合、ドラマ10） - 早川薫 役[35]
- 医師たちの恋愛事情（2015年4月9日 - 6月18日、フジテレビ） - 近藤千鶴 役（ヒロイン）
- ハッピー・リタイアメント（2015年10月18日、テレビ朝日） - 立花葵 役[36]
- コントレール〜罪と恋〜（2016年4月15日 - 6月10日、NHK総合、ドラマ10） - 主演・青木文 役[37][38][39]
- 逃げるは恥だが役に立つ（TBS） - 土屋百合 役
  - 連続ドラマ（2016年10月11日 - 12月20日）
  - ガンバレ人類! 新春スペシャル!!（2021年1月2日）[40]
- CRISIS 公安機動捜査隊特捜班（2017年4月11日 - 6月13日、フジテレビ） - 林千種 役[41]
- プラージュ（2017年8月12日 - 9月9日、WOWOW） - 朝田潤子 役[42]
- 民衆の敵〜世の中、おかしくないですか!?〜（2017年10月23日 - 12月25日、フジテレビ） - 平田和美 役[43]
- BG〜身辺警護人〜（2018年1月18日 - 3月15日、テレビ朝日） - 立原愛子 役[44]
- 名探偵・明智小五郎（2019年3月30日・31日、テレビ朝日） - 明智文代 役[45]
- さまよう刃（2021年5月15日 - 6月26日、WOWOW） - 木島和佳子 役（ヒロイン）[46][47][48]
- TOKYO MER〜走る緊急救命室〜（TBS） - 赤塚梓 役
  - 連続ドラマ（2021年7月4日 - 9月12日）[49]
  - スペシャル（2023年4月16日）[50][51]
- 妻、小学生になる。（2022年1月21日 - 3月25日、TBS） - 新島貴恵 役（ヒロイン）[52]
- 転職の魔王様（2023年7月17日 - 9月25日、フジテレビ） - 落合洋子 役[53]
- 友情〜平尾誠二と山中伸弥「最後の一年」〜（2023年11月11日、テレビ朝日） - 平尾惠子 役[54]
- さよならマエストロ〜父と私のアパッシオナート〜（2024年1月14日 - 3月17日、TBS） - 夏目志帆 役[55]
- 連続テレビ小説 虎に翼（2024年4月1日 - 9月27日、NHK総合） - 猪爪はる 役[56]

### 配信ドラマ
- THE DAYS（2023年6月1日配信、Netflix） - 桐原の母親 役[57]

### 映画
- 悲しい色やねん（1988年、東映） - 御殿山ミキ 役
- 極道の妻たち 最後の戦い（1990年6月2日、東映） - 植木志織 役
- 3-4X10月（1990年9月15日公開、松竹） - サヤカ 役
- 青春デンデケデケデケ（1992年10月31日、東映） - ウェストビレッジマドンナ
- 彼女が結婚しない理由[58]（1992年、東北新社） - 三杉怜子 役
- 秘密（1999年9月25日公開、東宝配給） - 橋本多恵子 役
- 黄泉がえり（2003年1月18日公開、東宝） - 玲子 役
- 解夏（2004年1月17日公開、東宝） - 朝村陽子 役
- 北の零年（2005年1月15日公開、東映） - 馬宮加代 役
- 四日間の奇蹟（2005年6月4日公開、東映） - 岩村真理子 役
- 釣りバカ日誌17 あとは能登なれハマとなれ!（2006年8月5日公開、松竹） - 沢田弓子 役
- ギミー・ヘブン（2006年1月14日公開、松竹） - 柴田亜季 役
- 幸福な食卓（2007年1月27日公開、松竹） - 中原由里子 役
- 神様のパズル（2008年6月7日公開、東映） - 鳩村 役
- 誰も守ってくれない（2009年1月24日公開、東宝） - 本庄久美子 役
- MW-ムウ-（2009年7月4日公開、ギャガ・コミュニケーションズ） - 牧野京子 役
- サヨナライツカ（2010年1月23日公開、東宝） - 尋末光子 役
- おとうと（2010年1月30日公開、松竹） - 小宮山千秋 役
- 死にゆく妻との旅路（2011年2月26日公開） - 清水ひとみ 役
- 悼む人（2015年2月14日公開） - 奈儀倖世 役[59][60]
- 僕だけがいない街（2016年3月19日公開、ワーナー・ブラザース映画） - 藤沼佐知子 役[61]
- いただきます みそをつくる子どもたち（2017年10月7日公開）ナレーション
- コーヒーが冷めないうちに（2018年9月21日公開、東宝） - 謎の女 役[62]
- 記憶にございません!（2019年9月13日公開[63]、東宝） - 黒田聡子（総理夫人） 役[64]
- マチネの終わりに（2019年11月1日公開[65]、東宝） - 小峰洋子 役[66]
- 望み（2020年10月9日公開[67]、KADOKAWA） - 石川貴代美 役[68]
- サイレント・トーキョー（2020年12月4日公開、東映） - 山口アイコ 役[69][70][71]
- いのちの停車場（2021年5月21日公開、東映） - 中川朋子 役[72][73][74]
- ハウ（2022年8月19日公開、東映） - ナレーション[75]
- 劇場版TOKYO MER〜走る緊急救命室〜（2023年4月28日公開、東宝） - 赤塚梓 役[76][77]
  - 劇場版TOKYO MER〜走る緊急救命室〜南海ミッション（2025年8月1日公開）[78]

### アニメ
- 平成狸合戦ぽんぽこ（1994年7月16日公開、東宝、スタジオジブリ制作） - おキヨ 役
- もののけ姫（1997年7月12日公開、東宝、スタジオジブリ制作） - サン、カヤ 役（二役）[79]
- 真救世主伝説 北斗の拳シリーズ - ユリア 役
  - 真救世主伝説 北斗の拳 ユリア伝（OVA、2007年）
  - 真救世主伝説 北斗の拳 ラオウ伝 激闘の章（2007年4月28日公開、デスペラード）
  - 真救世主伝説 北斗の拳 トキ伝（OVA、2008年）
  - 真救世主伝説 北斗の拳ZERO ケンシロウ伝（2008年10月4日公開、ゴー・シネマ）
- コクリコ坂から（2011年7月16日公開、東宝、スタジオジブリ制作） - 北斗美樹 役

### 吹き替え
- ドクター・ドリトル（2020年3月20日公開、東宝東和） - ポリネシア 役[80]

### 舞台
- ララバイまたは百年の子守唄（2000年、紀伊國屋サザンシアター、近鉄劇場） - 劇団主宰・坂口奈美 役
- マダム・メルヴィル（2004年、スフィアメックス、梅田コマ劇場） - クローディ・メルヴィル 役
- 12人の優しい日本人（2005年11月30日 - 12月30日、PARCO劇場 / 2006年1月6日 - 1月29日、梅田芸術劇場 シアター・ドラマシティ） - 陪審員5号 役
- 眉山（2007年12月2日 - 23日、明治座） - 河野咲子 役
- 国民の映画[81]（2011年3月6日 - 4月3日、PARCO劇場） - 宣伝大臣ゲッベルスの妻マグダ 役

### ドキュメンタリー
- 鼓童〜地球を一本のロープでつなぐものたち〜（1999年、新潟テレビ21） - ナレーション
- ルネサンス未来への扉V 「天才達の夢と奇跡 フィレンツェ物語」（1999年、日本テレビ）
- ハイビジョンスペシャル「シチリア 空と石の祝祭」（2001年7月24日、NHK-BShi）[82]
- スポーツ大陸「スポーツ史の一瞬 鈴木大地が魚になった日〜ソウル五輪・バサロの勝利〜」（2006年、NHK-BS1）
- 古代文明ミステリー「幻のアンデス黄金帝国 インカに眠る12の謎!!」（2006年、TBS） - ナレーション
- マラソンランナー赤羽有紀子×コーチ赤羽周平（2009年、NHK総合） - ナレーション
- ふたり「しのぎあい、果てなき絆〜日本料理人・山本征治×奥田透〜」（2010年8月2日、NHK総合） - ナレーション
- あの日のことを聞きたかった 「被爆2世 65年目の夏」（2010年8月9日、NHK総合） - ナレーション
- 『ふたり「コクリコ坂・父と子の300日戦争〜宮崎駿×宮崎吾朗〜」』（2011年8月9日、NHK総合） - ナレーション
- ピアニスト辻井伸行×トルコ行進曲〜トルコ・アンタルヤに奇跡の音色が響く〜（2012年2月、BSフジ） - ナレーション
- 辻井伸行×チャイコフスキー 〜白夜音楽祭＆サンクトペテルブルク紀行〜（2012年10月、BSフジ） - ナレーション
- 辻井伸行×東南アジア紀行〜心を繋ぐメロディー〜（2013年10月、BSフジ） - ナレーション
- 辻井伸行×スイス紀行　〜ラフマニノフが愛した国を訪ねて〜（2014年6月28日、BSフジ） - ナレーション
- アニメーションは七色の夢を見る 宮崎吾朗と米林宏昌（2014年8月8日、NHK総合） - ナレーション
- 辻井伸行×オーストリア～音楽の都ウィーンの心を震わせた瞬間～（2015年10月24日、BSフジ） - ナレーション
- 辻井伸行×ニューヨーク〜解き放たれた天使の翼（2016年10月9日、BSフジ） - ナレーション
- 辻井伸行×パリ〜ショパンが舞い降りた夜〜（2017年12月27日、BSフジ） - ナレーション
- ザ・ノンフィクション（フジテレビ・BSフジ）- ナレーション
  - 犬と猫の向こう側（2018年6月3日 前編、10日 後編）
  - 犬と猫の向こう側 特別編（2018年8月26日、BSフジ）
  - 花子と先生の18年 人生を変えた犬 （2020年5月10日 前編[83]、17日 後編[84]）
  - 猫をさがすふたり～被災地の猫物語～ （2024年7月14日）[85]
- 辻井伸行×アイスランド～継がれゆく音楽の絆～（2018年10月7日、BSフジ） - ナレーション
- 家族になろうよ 犬と猫と私たちの未来（2019年2月23日、NHK BSプレミアム）第2部から出演[86]
- 辻井伸行×ドイツ紀行〜31歳　新たな領域へ〜（2020年3月22日、BSフジ） - ナレーション

### バラエティ
- 鶴瓶のスジナシ!＃234（2010年8月31日、中部日本放送）（志願しての出演）
- アナザースカイ（2011年7月15日、日本テレビ） - 「石田ゆり子が3年住んだ台湾に26年ぶりに里帰り」
- 天海祐希・石田ゆり子のスナックあけぼの橋（2016年9月29日・2017年4月12日・2018年1月5日・2019年10月16日・2024年12月23日、フジテレビ）[87]
- サワコの朝（2018年9月22日、MBS）
- ボクらの時代（2018年9月23日、フジテレビ）
- アナザースカイII（2019年10月25日、日本テレビ） - 「大人のパリ暮らし。世界的ギタリストの演奏で愛の讃歌を歌う!」
- タビフクヤマ (2019年11月1日、フジテレビ)[88]

### 紀行番組
- 世界ふれあい街歩き（2015年12月22日、NHK総合） - ナレーション

### ラジオ
- 岡田惠和 今宵、ロックバーで〜ドラマな人々の音楽談義〜　第131回（2014年10月4日、NHK-FM）[89]
- LILY’S TONE（2021年5月2日、12月26日、 2022年1月16日、2月27日、4月3日 ゲスト 安住紳一郎、6月5日 ゲスト JUJU、11月20日 ゲスト 星野源、2023年7月3日 ゲスト ティボー・ガルシア J-WAVE） - ナビゲーター[90][91]

### Podcast
- LILY'S TONE（2023年7月11日配信）

### 朗読

#### テレビ番組
- ジブリの本棚から（2011年、BS日テレ）

#### CD
- ROOMS Vol.2 僕がいない日には…（1995年、ポニーキャニオン）
- 盲導犬クイールの一生（2004年、Sony Music Direct）

### ビデオクリップ
- 河村隆一「Sugar lady」(2002年)
- 浜田省吾「君に捧げるlove song」（2003年）
- CHAGE「waltz」（2008年）
- 山下達郎「蒼氓（リマスター版）」「踊ろよ、フィッシュ（リマスター版）」（2020年）[92]
- 竹内まりや「家に帰ろう(マイ・スイート・ホーム)」（2022年）[93]

### 広告
- ANA 全日空スカイホリデー SPORTS RESORT 沖縄 「踊ろよ、フィッシュ。」（1987年）
- 協和銀行
- 明治製菓（現：明治）
  - 果汁グミ（1989年 - 1990年、明治製菓）
  - アミノコラーゲンヨーグルト（2015年、明治）※ ビビる大木と共演
- 花王
  - ビオレU（1990年）
  - リンスのいらないメリットシャンプー
  - リーゼ（1994年頃 - ）
  - ソフィーナ ボーテ（2008年 - 2010年）
- セントラルスポーツ（1990年）
- 十八銀行
- サントリー
  - ヨーグルトフィズいちご
  - プレミアムボス リミテッド（2016年）[94]
- Panasonic
  - ブレンビー58、エオリア、ミデオ、2SHOT、ヨコヅナ
  - Panasonic リフォーム（2017年3月 - ）※ ムロツヨシ・名取裕子と共演[95]
  - スピーカー付LEDダウンライト（2019年4月4日 - ）
- 味の素
  - ほんだし煮物上手
  - ピュアセレクト マヨネーズ （2021年4月3日 - ）
    - とれたて 篇（2021年4月3日 - ）[96]
    - うみたて 篇（2021年4月3日 - ）[97]
- トヨタ自動車
  - スプリンター（1995年）
  - ポルテ（2005年）
- サッポロビール ブロイ（1999年頃）
- ライオン
  - 植物物語
  - PCクリニカ
- 中央三井信託銀行（2000年）
- 三菱自動車工業 グランディス（2004年）
- 公共広告機構（現：ACジャパン）（2005年）
- MY LITTLE LOVER ニューシングル「あふれる」（2007年、TVスポットCM）[98]
- アサヒビール ニッカオールモルト
- ローソン（2007年）※ 共演：天野ひろゆき・山本梓・中尾ミエ・猫ひろし
- アリナミン製薬 アリナミンA（2007年 - ）
- MJC 三菱ジュエリーコレクション（2007年）
- コスモスイニシア 絵本「ぼくらのやりかた」シリーズ（2007年 - ）
- 日本郵船 NYK Cool Earth Project（2008年）
- 富士重工業（スバル） 運転支援システム EyeSight（Ver.2）（2010年）
- キッコーマン うちのごはん（2010年）
- オルビス エクセレントエンリッチシリーズ（2011年 - ）
- P&G パンテーン ナチュラルケアシリーズ（2012年 - ）
- 大和証券 ダイワファンドラップ（2015年 - ）
- リクルートライフスタイル ホットペッパービューティー（2015年）[99]
- ダイハツ工業 ムーヴ（2017年 - ）
  - 「大人の、いい選択。　登場」篇
  - 「大人の、いい選択。　安全性能」篇
- KIRIN キリンビール
  - キリンチューハイ ビターズ（2017年 - ）[100]
  - 一番搾り
    - 一番搾り「ゴルフ」篇（2017年9月 - ）[101]
    - 一番搾り「冬支度」篇（2017年11月 - ）
    - 一番搾り「列車」篇（2018年4月 - ）
    - 一番搾り「糖質ゼロ」篇（2021年10月11日 - ）[102]

  - キリンビール「ビールはいつも」篇（2020年5月15日 - ）[103]
- KIRIN キリンビバレッジ FIRE（缶コーヒー）（2017年 - ）
  - 「FIRE 交通警備員」篇
  - 「FIRE コンビニ店員」篇
  - 「FIRE 漁港」篇
  - 「FIRE 冬の高台 通年」篇
  - 「FIRE 営業マン」篇（2018年10月）
  - 「FIRE タクシー運転手」篇（2018年10月）
  - 「FIRE 鳶職」篇（2019年1月）
- 資生堂
  - 表情プロジェクト
    - エリクシール シュペリエル エンリッチド リンクルクリームS （2017年）[104]
    - バイタルパーフェクション リンクルリフト ディープレチノホワイト4（2017年）[105]
    - ベネフィーク レチノリフトジーニアス（2018年）[106]

  - エリクシール（ELIXIR）
    - リンクルクリーム「良い時代」篇（2018年）
    - リンクルクリーム「陶芸」篇（2019年3月25日）[107]
    - アドバンスド エイジングケア「蓄える」篇 （2019年8月19日）[107][108]
    - アドバンスド エイジングケア「スキンフィニッシャー」篇（2020年2月24日）[107]
    - クリアホットクレンジングジェルAD 温感メイク落とし「すっきり」篇（2021年9月21日 - ）[109]

  - 150周年企業広告「美しさとは、人のしあわせを願うこと。」篇 （2022年1月23日 - ）[110]
- 日本スポーツ振興センター スポーツ振興くじ「BIG」（2019年6月　-　）くじ売り場の店長 役
  - あの人もBIG ダチョウ倶楽部 篇（2019年6月8日）[111]
  - あの人もBIG ショッカー 篇（2019年6月8日）[111]
  - あの人もBIG 篠原信一 篇（2019年8月17日）[112]
  - あの人もBIG ガチャピン・ムック 篇（2019年11月2日）[113]
  - MEGA BIG 西川きよし目がビッグ 篇（2020年3月7日）[114]
  - MEGA BIG ネジ工場のおっさん 篇（2021年1月4日 - ）[115]
  - MEGA BIG インターネットを知ってる長州力 篇（2021年10月23日 - ）[116]
  - MEGA BIG イメチェンしたい織田信長 篇（2022年1月4日 - ）[117]
  - MEGA BIG 売り場を巡るバスツアー 篇（2022年3月5日 - ）[118]
  - MEGA BIG 非公式キャラクター 篇（2022年8月20日 - ）[119]
  - MEGA BIG 12億当たった演技 篇（2023年8月19日 - ）[120]
  - MEGA BIG 鯛 篇（2024年1月6日 - ）[121]
- アフラック生命保険 医療保険 EVER prime（2021年1月15日 - ）
  - アヒル氏とゆり子さん 登場 篇（2021年1月15日 - ）[122]
  - アヒル氏とゆり子さん 充実 篇
  - アヒル氏とゆり子さん ムダがない 篇
- 富士通ゼネラル ノクリア
  - 「母の告白」篇（2023年5月26日 - ）[123]
  - 「まるっと清潔カビに強い」篇・「ほっとする空気」篇（2024年6月22日 - ）[124]
- 日本マクドナルド「ひるマック」（2024年3月25日 - ）

### レコード・CDジャケット
- 山下達郎『踊ろよ、フィッシュ』（1987年）
- DJ和『ミリオンデイズ〜あの日のわたしと、歌え。〜 mixed by DJ和』（2020年）[125]

### ウェブマガジン
- 旅行・宿泊 WEBマガジン「旅色 SELECTION Vol.3」（2009年）

## lily名義での音楽活動

### 配信限定シングル
- 『MAGIC』（2021年12月3日、HILLS RECORDS）
- 『うたかた』（2022年2月25日、HILLS RECORDS）
- 『東京の空』（2022年4月1日、HILLS RECORDS）
- 『私のモネ』（2024年7月10日、A.S.A.B）
  - 国立西洋美術館 展覧会『モネ 睡蓮のとき』テーマソング[24]
- 『アイボリーの街』（2024年10月4日、A.S.A.B）[126]

### アナログ盤
- 『lily / 私のモネ』（2024年10月5日）
  - 展覧会「モネ 睡蓮のとき」コラボ限定盤。会場限定販売[126]。

### ミニアルバム
- 『リトルソング』（2022年10月26日）[23]

### ライブ出演
- 大橋トリオデビュー15周年公演（2022年11月3日、東京国際フォーラムホールA）[23]

## 書籍

### エッセイ
- 『しあわせの風景』（1994年11月、角川書店）ISBN 978-4048833905
- 『天然日和』（2002年8月、幻冬舎）ISBN 978-4344002128
- 『セ・ジョリ ここちいい毎日』（2003年10月、幻冬舎）ISBN 978-4344003996
- 『C'est joli』（2004年12月、幻冬舎）ISBN 978-4344007215
- 『旅と小鳥と金木犀 天然日和2』（2005年9月、幻冬舎）ISBN 978-4344010390
- 『天然日和(幻冬舎文庫)』（2006年8月1日、幻冬舎）ISBN 978-4344408180
- 『石田ゆり子 京の手習いはじめ』（2008年11月8日、講談社）ISBN 978-4062150651
- 『旅と小鳥と金木犀―天然日和〈2〉(幻冬舎文庫)』（2009年4月1日、幻冬舎）ISBN 978-4344412828
- 『はなちゃんの夏休み。』（2013年2月1日、東京糸井重里事務所）ISBN 978-4865010367
- 『Lily――日々のカケラ――』（2018年1月30日、文藝春秋）ISBN 978-4163907420
- 『LILY'S CLOSET』（2020年7月9日、マガジンハウス）ISBN 978-4838731091
- 『ハニオ日記I』（2021年5月31日、扶桑社）ISBN 978-4594087883
- 『ハニオ日記II』（2021年5月31日、扶桑社）ISBN 978-4594087890
- 『ハニオ日記III』（2021年5月31日、扶桑社）ISBN 978-4594087906

### 写真集
- Suppin SPECIAL 踊ろよ、フィッシュ。（1987年8月、英知出版、撮影：丸山裕）
- Yuriko's Notebook（1991年7月、ワニブックス、撮影：渡辺達生）ISBN 978-4847022067
- PRECIOUS（1994年、講談社、撮影：野村誠一）ISBN 978-4063050271
- 石田ゆり子 リリシズム（1995年8月、雄鶏社）ISBN 978-4277112598
- ゆり子・ひかり きせき 1987‐1996（1996年10月、集英社、撮影：中村昇）ISBN 978-4087802351

### モデル
- 岡野瑞恵『大人のMake Book』（2016年10月24日、ワニブックス）ISBN 978-4847094897

## 受賞歴
- 1995年
  - 第6回日本ジュエリーベストドレッサー賞 20代部門
- 1999年
  - 第20回ザテレビジョンドラマアカデミー賞  助演女優賞（『Over Time-オーバー・タイム』））[127]
- 2006年
  - 第29回日本アカデミー賞 優秀助演女優賞（『北の零年』）
- 2017年
  - 第6回コンフィデンスアワード・ドラマ賞 助演女優賞（『逃げるは恥だが役に立つ』）[128][129]
    - コンフィデンスアワード・ドラマ賞 年間大賞2016 助演女優賞[130][131]

  - 第91回ザテレビジョンドラマアカデミー賞 助演女優賞（『逃げるは恥だが役に立つ』）[132]
  - 第28回日本ジュエリーベストドレッサー賞 40代部門